# Uithuizen

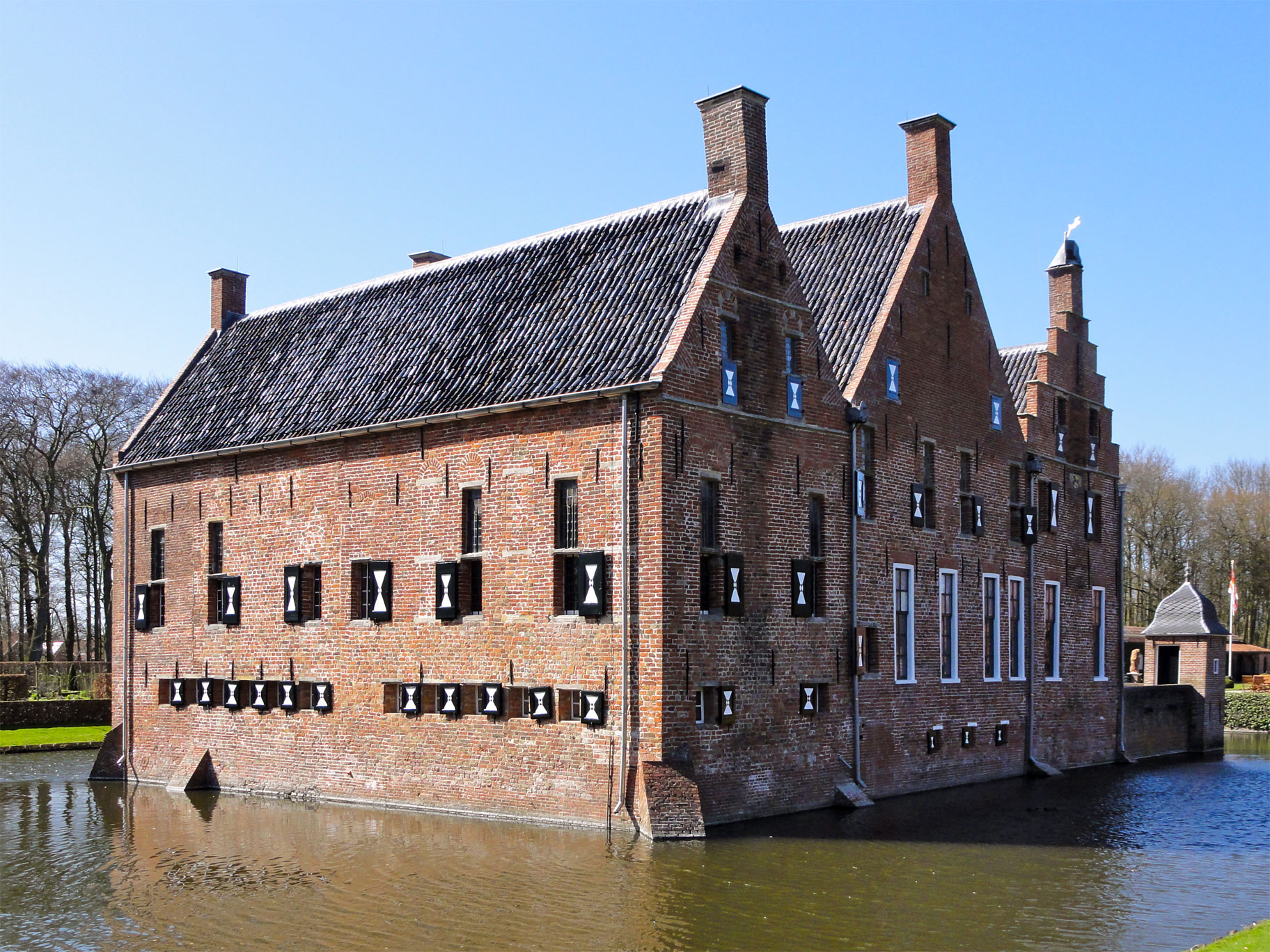
Uithuizen: il Menkemaborg

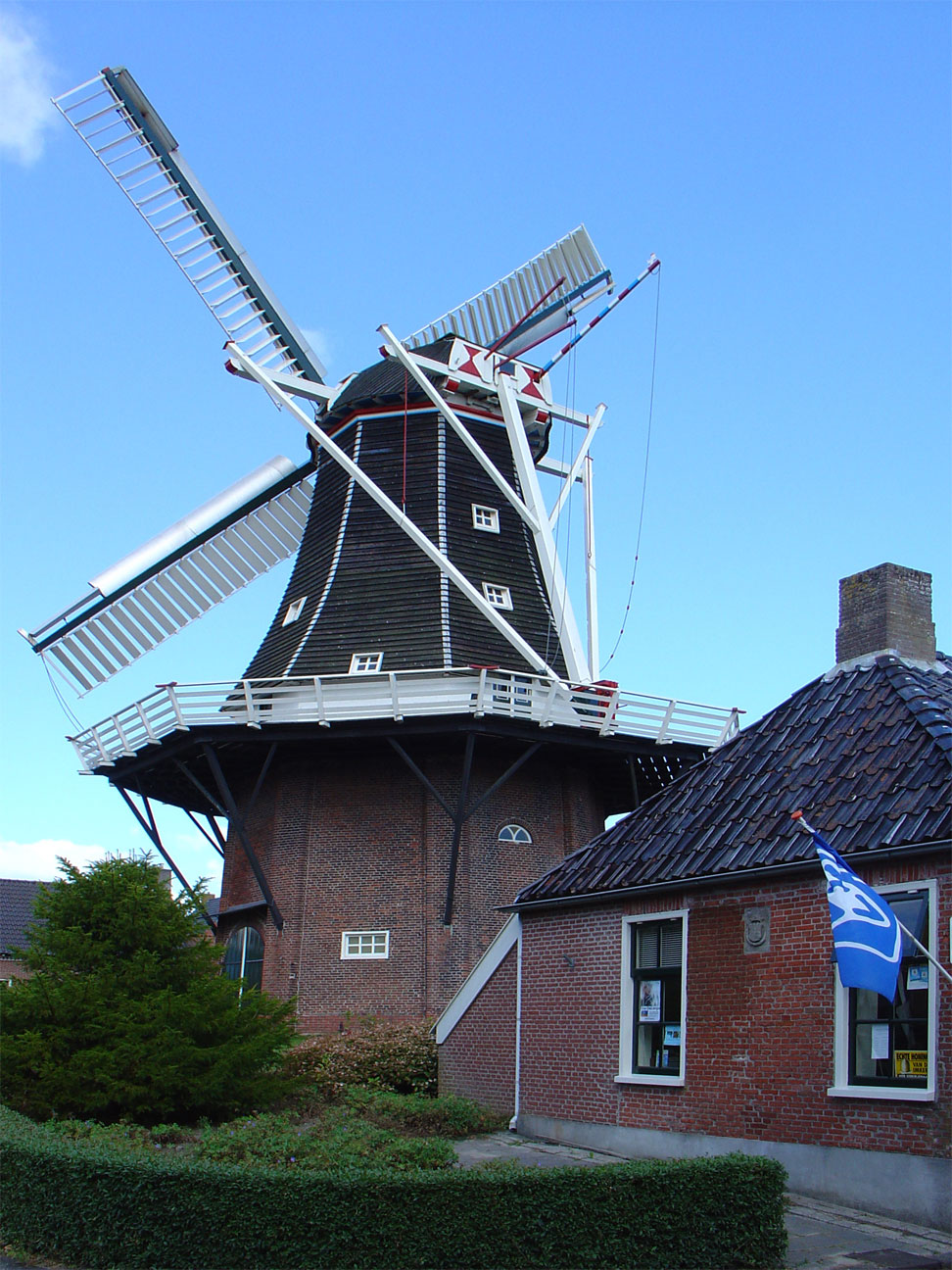
Uithuizen: il mulino "De Liefde"

Uithuizen  (3,7 km²) è una località di circa 5.000 abitanti  del nord-est dei Paesi Bassi, facente parte della provincia di Groninga e situata nella regione di Hoogeland; dal punto amministrativo, si tratta di un ex-comune, incluso nel 1979 nella municipalità di Hefshuizen, comune a sua volta accorpato nel 1992 nella municipalità di Eemsmond, di cui Uithuizen ne è stato il capoluogo. Dal 1º gennaio 2019 fa parte del comune di Het Hogeland

## Geografia fisica

### Collocazione
Uithuizen si trova nella parte settentrionale/nord-orientale della provincia di Groninga, a pochi chilometri dalla costa sul Waddenzee e tra le località di Warffum e Roodeschool (rispettivamente ad est della prima e ad ovest della seconda), a circa 17 km ad est di Pieterburen.

### Suddivisione amministrativa
Buurtschappen
- Holwinde[2]
- Katershorn[2]
- 't Lage van de Weg[2]
- Oldörp[2]
- Valom (in parte)[2]

## Società

### Evoluzione demografica
La popolazione di Uithuizen è pari a 5.040 abitanti.
Il 29% della popolazione è costituito da persone comprese in una fascia d'età tra i 45 e i 65 anni.

## Stemma
Lo stemma di Uithuizen è ricavato dallo stemma della famiglia Alberda van Menkema, signori della città fino al 1628.
Lo stemma è sormantato da una corona e suddiviso in tre sezioni: nella sezione in alto a sinistra, dallo sfondo blu, sono raffigurati tre gigli e una stella a sei punte, mentre nella sezione in alto a destra è raffigurato un trifoglio e nella sezione in basso un covone di grano. In basso lo stemma reca la scritta Ex undis.

## Monumenti

### Menkemaborg
L'edificio principale di Uithuizen è il Menkemaborg, un castello eretto nel XIV secolo e rimodellato agli inizi del XVIII secolo.
|  |

### Jacobikerk
Altro edificio d'interesse è la Jacobikerk ("Chiesa di San Giacomo") o Dyonisuskerk ("Chiesa di San Dionisio"), eretta nel XII secolo ed ampliata nel XIII, XV, XVII e XVIII secolo.

### Jacobus de Meerderekerk
Altra chiesa di Uithuizen è la Jacobus de Meerderekerk, eretta tra il 1858 e il 1861.

### Mulino De Liefde
Altro edificio d'interesse è il mulino De Liefde, risalente al 1866.